# Філіп Клодель
Філіп Клодель (фр. Philippe Claudel; 2 лютого 1962, Домбасль-сюр-Мерт, Лотарингія) — французький письменник, драматург і кінорежисер.

## Біографія
Філіп Клодель вивчав літературу та є дипломованим педагогом. Перед тим, як почати літературну і кінемотографічну кар'єри, він одинадцять років викладав у в'язниці міста Нансі. Сьогодні викладає в університеті Нансі.
Клодель став відомим завдяки своєму роману «Сірі душі», в якому описується ситуація в лотарингському селі під час Першої світової війни. «Сірі душі» були відзначені Преміґю Ренодо, визнані Книгою року і протягом кількох місяців були номером 1 у списку бестселерів.
Перший режисерський фільм Клоделя «Я так давно тебе кохаю» вперше був показаний 2008 року на 58-му Берлінале. У драмі зіграла британська актриса Крістін Скотт Томас у головній ролі жінки, яка після кількох років ув'язнення за вбивство намагається налагодити контакт зі своєю молодшою сестрою (її грає Ельза Зілберштейн), яка сама має щасливу сім'ю з чоловіком та взяла до себе двох прийомних дітей.
Його третій фільм, «Напередодні гепатиту», вийде на екрани 27 листопада 2013 року. Даніель Отей, Лейла Бехті, Крістін Скотт Томас та Річард Беррі зіграли головні ролі в цій інтимній драмі-трилері про пару, яка страждає від сумнівів у собі. Режисер часто посилається на Клода Соте та Альфреда Гічкока як на джерела натхнення для цього фільму.
Клодель одружений, має одну доньку.

## Твори

### Романи
- 1999 : Meuse l'oubli, Paris, Balland, 141 p. (ISBN 978-2-7158-1193-5)
- 1999 : Quelques-uns des cent regrets, Paris, Balland, 171 p. (ISBN 978-2-7158-1254-3)
- 1999 : Le Café de l'Excelsior (ill. Jean-Michel Marchetti), Nancy, La Dragonne, 90 p. (ISBN 978-2-913465-02-2)
- 2000 : J'abandonne, Paris, Balland, 105 p. (ISBN 978-2-7158-1312-0) Prix Roman France Télévisions 2000
- 2000 : Barrio Flores: petite chronique des oubliés (ill. Jean-Michel Marchetti), Nancy, La Dragonne, 94 p. (ISBN 978-2-913465-09-1)
- 2001 : Le Bruit des trousseaux, éditions Stock
- 2003 : Les Âmes grises, Paris, Stock, 284 p. (ISBN 978-2-234-05603-9) Prix Renaudot en 2003, adaptation au cinéma Les Âmes grises en 2005.
- 2005 : La Petite Fille de Monsieur Linh, Paris, Stock, 2005, 159 p. (ISBN 978-2-234-05774-6)
- 2007 : Le Rapport de Brodeck: roman, Paris, Stock, 2007, 414 p. (ISBN 978-2-234-05773-9)
- 2007 : Le café de l'Excelsior
- 2008 : Petite fabrique des rêves et des réalités, Paris, Stock, 2008, 286 p. (ISBN 978-2-234-06142-2)
- 2010 : L'Enquête, Paris, Stock, 2010, 278 p. (ISBN 978-2-234-06515-4)
- 2012 : Parfums, Paris, Stock, 224 p. (ISBN 978-2-234-07325-8 et 2-234-07325-1) Prix Jean-Jacques Rousseau de l'autobiographie 2013
- 2013 : Jean-Bark, Paris, Stock
- 2014 : Rambétant, Paris, Circa 1924
- 2016 : L'Arbre du pays Toraja, Paris, Stock, 2016, 208 p. (ISBN 978-2-234-08150-5, lire en ligne [archive])
- 2016 : Au tout début, Aencrages and co
- 2016 : Higher Ground, avec Carl de Keyser, Lannoo
- 2017 : Inhumaines: roman des moeurs contemporaines, Paris, Stock, 2017, 128 p. (ISBN 978-2-234-07338-8)
- 2018: Le lieu essentiel, entretiens avec Fabrice Lardreau, Artaud
- 2018 : L'Archipel du Chien: roman, Paris, Stock, 280 p. (ISBN 978-2-234-08595-4) 4,5,6,7
- 2019 : Compromis, Stock

### Новели
- 2002 : Les Petites mécaniques: nouvelles, Paris, Mercure de France, 2002, 158 p. (ISBN 978-2-7152-2374-5 et 2-7152-2374-9)
- 2002 : Mirhaela (ill. Richard Bato), Gérardmer, Æncrages & Co, coll. " Livre d'artiste ", 22 p. (ISBN 978-2-35439-008-2)

Enregistrement lu par Philippe Claudel pour le vernissage de l'exposition photographique Zona stea de Richard Bato (ouvrage réédité sans CD en 2008 à la suite de l'incendie d'Æncrages & Co)
- 2002 : La Mort dans le paysage (ill. Nicolas Matula), Gérardmer, Æncrages & Co, coll. " Voix de chants ", 28 p. (ISBN 978-2-35439-009-9)

(ouvrage réédité en 2008 à la suite de l'incendie d'Æncrages & Co)
- 2004 : Trois petites histoires de jouets, Besançon, Virgile, coll. " Suite de sites ", 2004, 78 p. (ISBN 978-2-914481-22-9 et 2-914481-22-5)
- 2004 : " Nel blù dipinto di blù ", Dix ans sous la Bleue, collectif, Stock.
- 2006 : Le Monde sans les enfants: et autres histoires (ill. Pierre Koppe), Paris, Stock, 2006, 181 p. (ISBN 978-2-234-05946-7 et 2-234-05946-1, lire en ligne [archive])
- 2015 : Les Confidents, Paris, Flammarion, 128 p (sélection de nouvelles déjà parues en Petits mécaniques). (ISBN 978-2-08-136640-4)
- 2020 : Fantaisie allemande, Paris, Stock, 170 pages (ISBN 9782234090491)

## Фільмографія
- 2008: Я так давно тебе кохаю (Il ya longtemps que je t'aime)
- 2011: Усі сонця
- 2013: Перед приходом зими (Avant l'hiver)
- 2015: Дитинство

## Нагороди
- 1999 Prix Erckmann-Chatrian (Франція)
- 2003 Prix Renaudot (Франція) за: Âmes Grises. Stock, Париж 2003
- 2006 Swedish Crime Award (Міжнародна) за: Grå själar. Норштедт, Стокгольм 2006 (Оригінальна назва: Âmes grises. Stock, Париж 2003;
- 2007 Prix Goncourt des lycéens (Франція) за: Le rapport de Brodeck, Stock, Париж 2007
- 2009 Премія Клод-Фарре